# Lancia Theta
Lancia Theta är en personbil, tillverkad av den italienska biltillverkaren Lancia mellan 1913 och 1918.
Theta var en större version av företrädaren Epsilon. Motorn hade nu vuxit till nästan fem liter. Bilen hade elektrisk belysning och startmotor som standard, vilket Lancia sade sig vara först i Europa med att kunna erbjuda.